# Mesochorus luteipes
Mesochorus luteipes là một loài tò vò trong họ Ichneumonidae.